# نقاش لامحدود في النظرية القانونية
يمكن تلخيص النقاش اللامحدود في النظرية القانونية على النحو التالي: هل يمكن للقانون أن يقيد النتائج التي توصل إليها القضاة في النزاعات القانونية؟ ناقش بعض أعضاء حركة الدراسات القانونية النقدية - الأكاديميين القانونيين في الولايات المتحدة بشكل أساسي - بأن الإجابة على هذا السؤال هي «لا». هناك طريقة أخرى للتعبير عن هذا الموقف وهي الاقتراح بأن النزاعات لا يمكن حلها بإجابات واضحة، وبالتالي على الاقل هناك كميه من العجز في معرفة الاستدلال القانوني وتطبيقه على النزاعات. ويقال أن مجموعة معينة من المبادئ القانونية «غير محددة» من خلال إثبات أن كل قاعدة قانونية في تلك المبادئ القانونية تعارضها قاعدة مضادة يمكن استخدامها في عملية الاستدلال القانوني.
ظهر النقاش ب «الإجابة الصحيحة» لرونالد دوركين. وهي في أشد صورها من النسخة المتطرفة من الفلسفة القانونية. وناقش بأن لا شيء يسم قانون الا إذا اصدرمن قبل مسؤول - سواء قاض أو الهيئة التشريعية. على سبيل المثال، النظام الأساسي الذي يقول «لا يجوز لأي شخص التدخين في المستشفى» لا يعني أن «John Doe (اسم افتراضي) لا يجوز له التدخين في المستشفى»؛ البيان الثاني هو القانون فقط إذا أعلنت السلطة الشرعية ذلك. 
هذا هو لأنه لا يمكن الشخص وصف البيان القانوني على أنها صواب أو خطأ دون القيمة المعيارية أو التقييميه حكم حول مايجب أن يكونع عليه القانون. [بحاجة لتوضيح]
في التسعينيات، تعرض النقاش اللامحدودة لهجوم شديد من قبل المدافعين الليبراليين والمحافظين على سيادة القانون، والجدال، النقاش، على الرغم من أنه في صدد أن يتم تناولها من قبل جيل جديد من العلماء، ترك الأضواء الفكرية لل في الوقت الحاضر. 
يمكن انتقاد النقاش لأن مفهوم الخطأ القانوني معترف به في النظرية الحاسمه للقانون. في حين أن مثل هذا الخطأ ينطوي بالضرورة على حكم معياري، تؤكد نظرية هارتيين أن هذا الحكم موضوعي تقليديًا لأن قاعدة الاعتراف لا تعترف بالخطأ على أنه صحيح قانونيًا. وفقًا لنظرية ليبرالية مثل دوركين، فإن الحكم التقييمي أو المعياري هي سببها واحد وهو العقل وليس القيمة. 

## قائمة المراجع
- رونالد دوركين، لا إجابة صحيحة؟ والقانون والأخلاق والمجتمع (PMS Hacker and J. Raz، eds. Oxford: Clarendon Press، 1977)
- لورنس سولوم، حول أزمة عدم التحديد: نقد العقدة الحاسمة ، 54 The University of Chicago Law Review 462 (1987).
- كينيث ج.كريس، «عدم التحديد القانوني» ، 77 قانون كاليفورنيا، مراجعة 283 (1989).
- مارك توشنت، النظرية القانونية النقدية (بدون تعديلات ) في الولايات المتحدة ، 13 (1) مجلة الفلسفة السياسية 99 (2005)
- AD Woozley ، No Right Answer ، Ronald Dworkin and Jurisprudence (M. Cohen، ed. London: Duckworth، 1984)